# Josip Filipović
Josip Filipović, baron von Philippsberg, také Josef von Philippovich nebo Joseph Philippovich (28. dubna 1818 Gospić – 6. srpna 1889 Praha), byl rakousko-uherský generál. Závěr své dlouholeté vojenské kariéry strávil jako zemský velitel v Čechách (1874–1881 a 1882–1889).

## Život a kariéra
Narodil se v prominentní vojenské rodině, která v roce 1785 dostala predikát „von Philippsberg“, což se vztahuje na osadu Filipovići v Lice. Vstoupil do rakouské armády v roce 1836 a stal se majorem v roce 1848. Ve funkci zástupce náčelníka štábu Prvního armádního sboru bána Josipa Jelačiće potlačoval v letech 1848–1849 revoluci. V roce 1855 se stal plukovníkem a velitelem 5. pohraničního pluku.
K datu 19. dubna 1859 byl povýšen do hodnosti generálmajora a v rámci 6. armádního sboru se zúčastnil války se Sardinií, bojoval v prohrané bitvě u Solferina. Po válce byl velitelem brigády v Zemunu. V prusko-rakouské válce (1866) byl zástupcem velitele 2. armádního sboru Karla Thun-Hohensteina ve východních Čechách.]
V lednu 1874 byl Josip Filipovič jmenován polním zbrojmistrem. Během okupace Bosny a Hercegoviny dne 19. srpna 1878 obsadil Sarajevo a převzal velení nově založené 2. armády. V roce 1880 se vrátil do Vídně a v roce 1882 do Prahy. V prosinci 1882 se stal velitelem 8. armádního sboru se sídlem v Praze.
Zemřel v Praze a je pochován na Olšanských hřbitovech.

## Rodina
V roce 1857 se oženil s Leontinou von Joelson (1832–1893). Měli spolu tři dcery, nejstarší Gisela (1861–1907) byla čestnou dámou Ústavu šlechtičen ve Štýrském Hradci, druhorozená Olga (1864–1888) zemřela předčasně svobodná v Praze. Nejmladší dcera Paula Friderika (1865–1941) byla od roku 1903 manželkou c. k. rytmistra a komořího Františka Mladoty ze Solopisk (1835–1907) ze staré české šlechty.
Jeho mladší bratr Franjo (1820–1903) dosáhl v armádě také hodnosti polního zbrojmistra, byl místodržitelem v Dalmácii (1865–1868), později zemským velitelem na Moravě (1874–1877) a v Chorvatsku (1877–1881). Oba bratři se celoživotně hrdě hlásili ke své chorvatské národnosti. 

## Tituly a ocenění
Od narození užíval šlechtický titul s predikátem Edler von Philippsberg. Spolu s bratrem byl v roce 1860 povýšen do stavu svobodných pánů. Od roku 1867 byl čestným majitelem plzeňského 35. pěšího pluku. Jako divizní velitel v Innsbrucku obdržel v roce 1871 titul c. k. tajného rady s nárokem na oslovení Excelence. Během vojenské kariéry obdržel řadu vyznamenání v Rakousku-Uhersku i v zahraničí. V návaznosti na účast při okupaci Bosny a Hercegoviny byl v roce 1879 dekorován komandérským křížem prestižního Řádu Marie Terezie. V Sarajevu jsou po něm pojmenována Filipovićeva kasárna, současné sídlo ministerstva obrany Bosny a Hercegoviny. 

### Rakousko-Uhersko
- Vojenský záslužný kříž (1849)
- Řád železné koruny II. třídy s válečnou dekorací (1859)
- komandér Královského uherského řádu svatého Štěpána (1864)
- velkokříž Leopoldova řádu s válečnou dekorací (1878)
- komandérský kříž Řádu Marie Terezie (1879)

### Zahraničí
- velkokříž Řádu červené orlice (Německo)
- rytíř Řádu bílého orla (Rusko)
- velkokříž Řádu čestné legie (Francie)
- velkokříž Řádu Leopolda (Belgie)
- velkokříž Řádu rumunské hvězdy (Rumunsko)
- rytíř Řádu sv. Mořice a Lazara (Itálie)